# Digya National Park
Digya National Park är e nationalpark i Ghana. Det ligger i regionen Brong-Ahaforegionen, i den centrala delen av landet, 210 km norr om huvudstaden Accra.